# Мухаммед VI
Муха́ммед VI бен аль-Ха́сан (араб. محمد السادس بن الحسن‎; род. 21 августа 1963, Рабат) — король Марокко с 1999 года, маршал и Верховный главнокомандующий Вооружёнными силами Королевства Марокко (30 июля 1999). Из династии Алауитов.
До 1999 года Мухамед был принцем, а 23 июля 1999 года стал королём, коронован 30 июля 1999 года.

## Биография

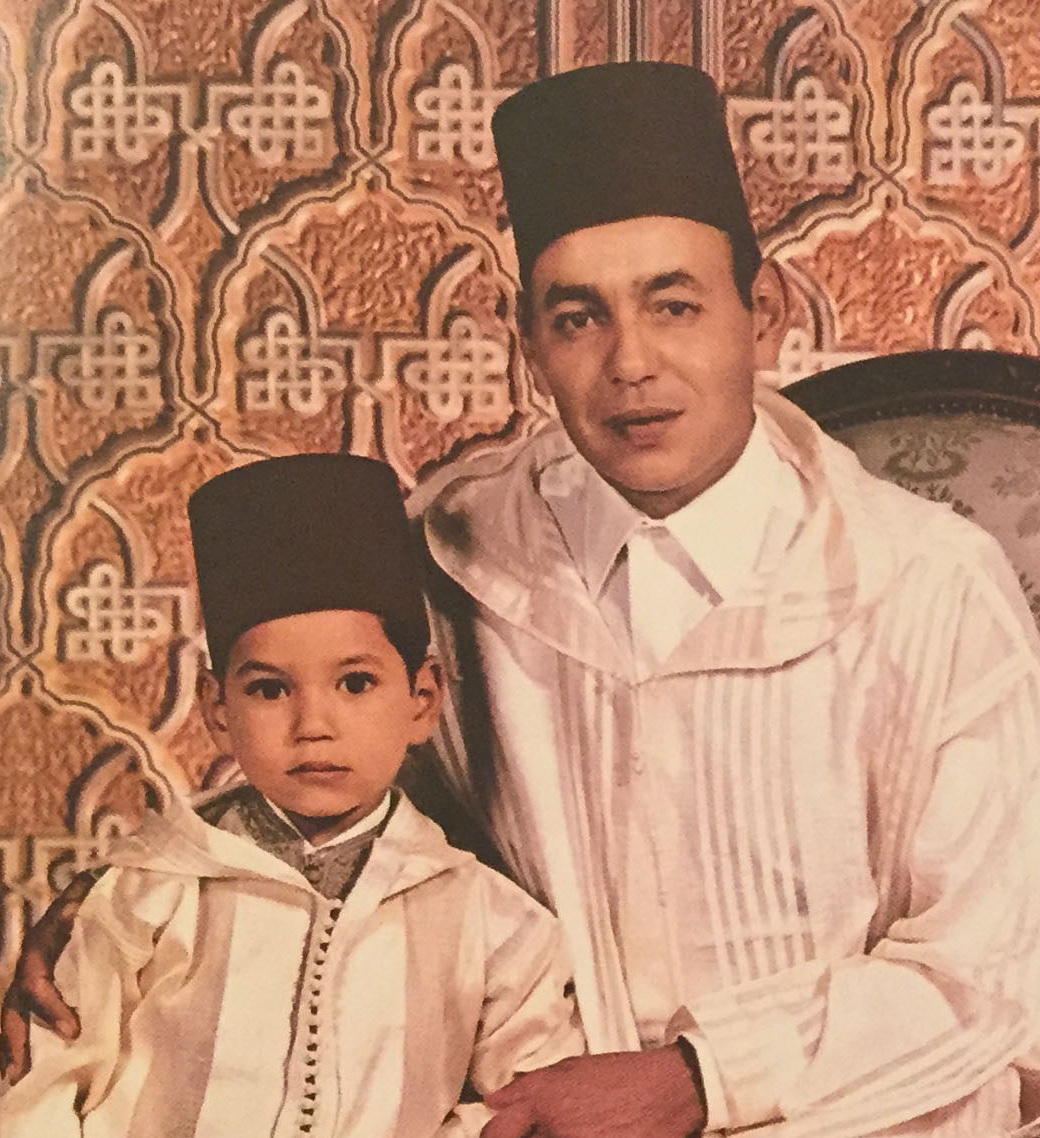
Мухаммед со свои отцом королём Хасаном II в 1968 году.

Мухаммед был старшим сыном и вторым ребёнком короля Хасана II и его жены Лаллы Латифы Хамму, которая происходила из знатной берберской семьи.
При рождении Лаллу Латифу Хамму звали Фатима Амахзун, однако, чтобы избежать возможной «путаницы» с первой женой Хасана II, она сменила имя.
Лалла Латифа была дочерью одного из знатных берберов племени Зайан и сестрой генерала Медбу Хамму Амахзуна, который был приговорён к смертной казни вместе с 9 другими высокопоставленными армейскими офицерами за участие в попытке государственного переворота в 1971 году, произошедшей во время празднования 42 дня рождения Хасана II в летнем дворце.

### Образование
Обучение принца началось с изучения Корана в 4-летнем возрасте, а с 1969 года принц начал посещать школу западного типа, Королевский колледж в Рабате. Первоклассное религиозное и гуманитарное образование наследный принц получил сначала в марокканском Университете Мохаммеда V по специальности юриспруденция (1985 год) и политология (1987 год), а завершил образование в 1993 году в Университете София-Антиполис Ниццы.
С ранних лет принц Мухаммед начал изучать языки, поэтому довольно рано в совершенстве овладел пятью: арабским, французским, испанским, английским и берберским.
В возрасте четырёх лет король Хасан II первый раз взял принца Мухаммеда в официальную заграничную поездку в США, которая состоялась 9-10 февраля 1967 года.

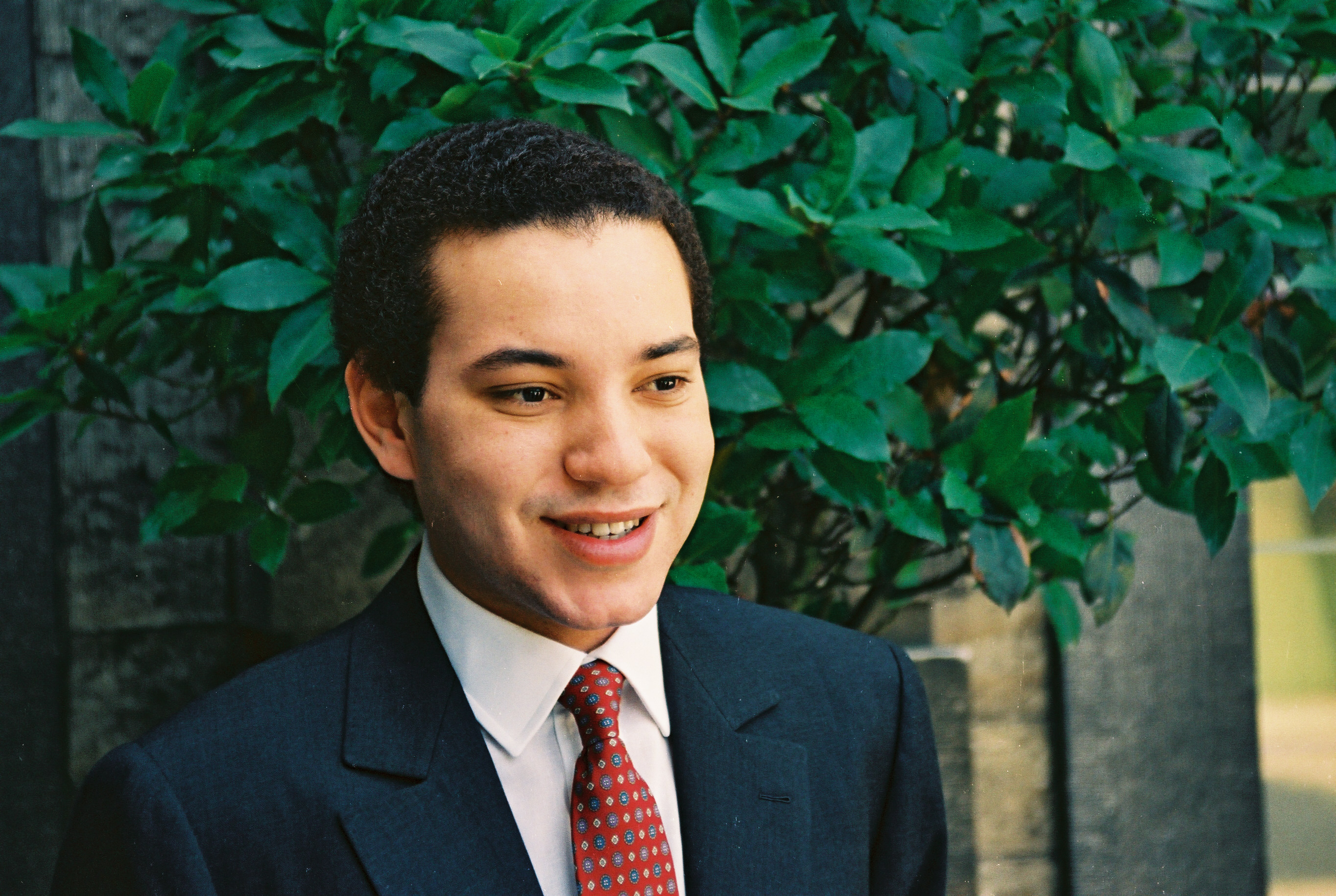
Принц Мухаммед в 1989 году.

Продолжая учёбу в Королевском колледже, 6 апреля 1974 года принц Мухаммед с официальной миссией посетил службу в Соборе Парижской Богоматери в память о президенте Франции Жорже Помпиду. В ходе этой миссии юный Мухаммед представлял своего отца Хасана II. Таким образом, молодой кронпринц имел возможность начать устанавливать контакты с влиятельными людьми из французского политического истеблишмента.
В 1981 году принц Мухаммед начал изучать право в Университете имени Мухаммеда V, а в 1985 году получил степень бакалавра права.

### Семья
Его жена Лалла Сальма (Lalla Salma) принадлежит к влиятельному в Марокко арабскому клану Беннани. Сын короля Мухаммеда VI Мулай Хасан, который родился в мае 2003 года, является наследником марокканского престола. 1 марта 2007 года у королевской семьи родилась дочь. Принцесса получила имя Лалла Хадиджа (Lalla Hadija).

## Руководство страной

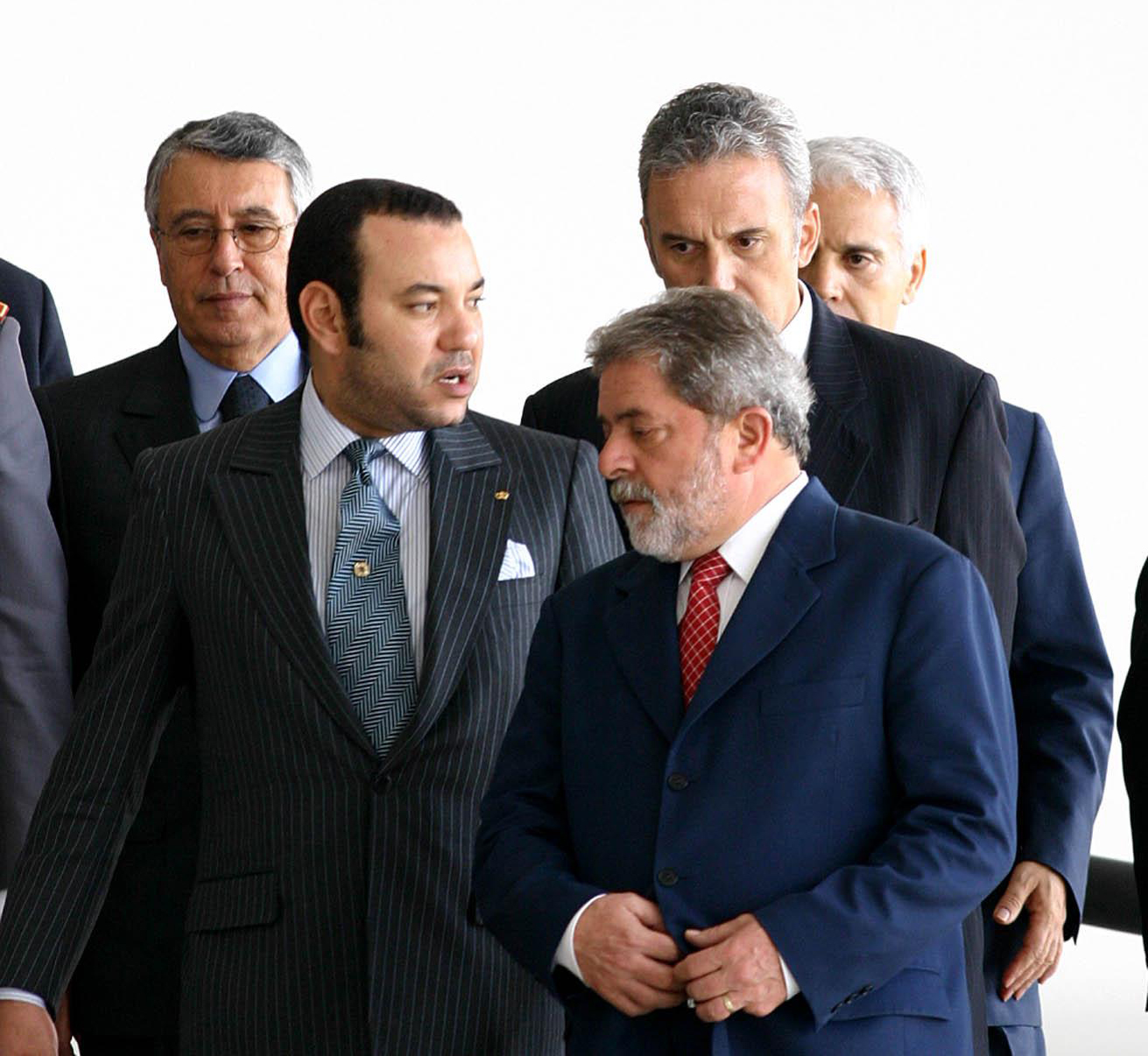
C президентом Бразилии Луисом Инасиу да Силвой, 26 ноября 2004 года

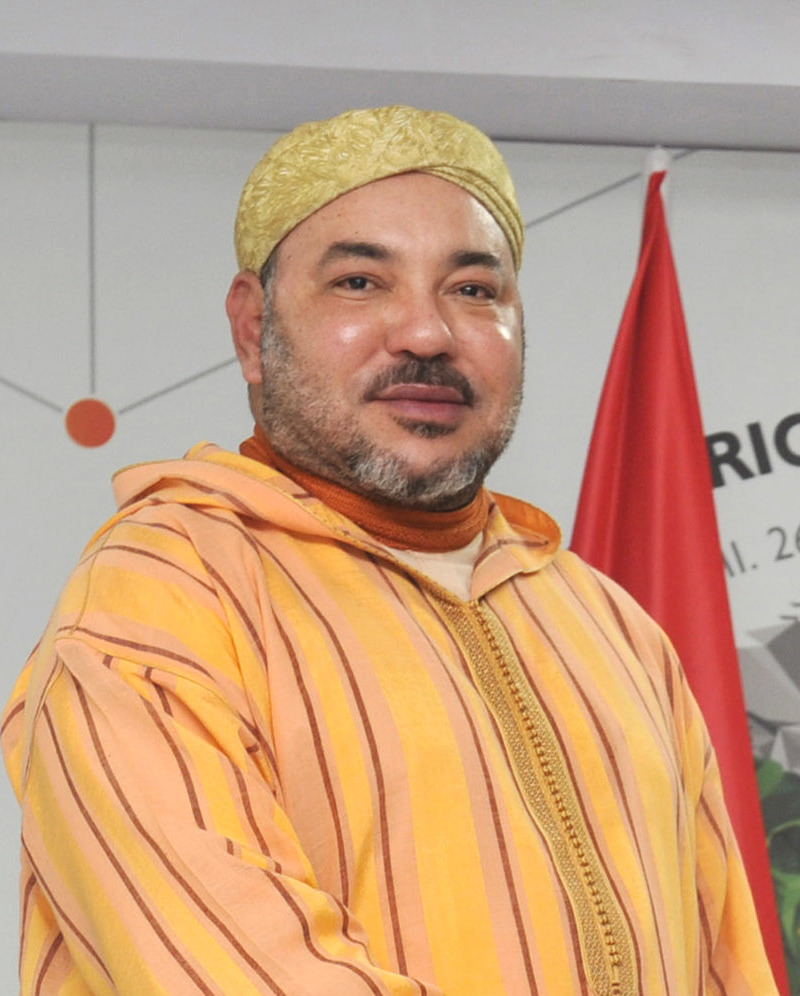
Мухаммед VI в 2015 году.

Мухаммед VI унаследовал страну, претерпевшую драматические изменения, которые требовали его неотложного внимания. Одними из первых актов Мухаммеда VI стала амнистия политзаключённым и увольнение министра внутренних дел Дриса Басри, символизировавшего «годы свинца» — репрессии и власть тайной полиции при предыдущем короле. Крупные амнистии были объявлены королём также в 2003 и в 2005 годах.
В 2004 году была учреждена специальная Комиссия по справедливости и примирению (IER), в обязанности которой входило разбираться с нарушением прав человека в период с 1956 по 1999 годы.
В 2005 году Мухаммед VI объявил о программе развития человеческого потенциала в стране, в первую очередь в виде борьбы с бедностью. Изначально на программу было выделено 13 млрд дирхамов на 5 лет (2006—2010), программа затронула около 5 миллионов марокканцев (в том числе позволила создать 40 000 новых рабочих мест). Учитывая достигнутые успехи, решено продлить программу до 2015 года с увеличением её финансирования.
В 2007 году король назначил главой Консультативного совета по правам человека (КСПЧ) бывшего политзаключённого Ахмеда Херзенни. Ему была поручена масштабная программа в области информирования подданных по данной теме и реабилитации жертв политических репрессий.
В 2009 году Мухаммед VI отпраздновал 10-летие своего правления. По оценкам западных наблюдателей, за это время страна существенно продвинулась к значительно более мягкой форме авторитаризма по сравнению с режимом его отца Хасана II. Гражданские права многих групп населения, например, женщин, были расширены, заметно улучшилась ситуация в области соблюдения прав человека и свободы прессы (особенно в сравнении с другими странами африканского и арабо-мусульманского региона), страна добилась больших успехов в социально-экономическом развитии.
Однако имеется и существенная критика в связи с массовой коррупцией, бедностью, недостаточными темпами реформ в области прав человека и другими проблемами. В частности продолжаются преследования СМИ, пытки и произвольные задержания. Коррупция не только не снижается, но даже усиливается, более 40 % населения остаются неграмотными, в докладе об индексе человеческого развития ООН Марокко занимает 126 место.
В 2011 году по инициативе короля Мухаммеда VI проведена конституционная реформа, в соответствии с которой расширены полномочия парламента и премьер-министра страны, гарантированы независимость судебной системы, основные права и свободы граждан. Берберский язык получил статус официального наряду с арабским. Также в Основной закон страны включены положения по расширению местного самоуправления, социальным вопросам и борьбе с коррупцией.

## Награды
| Награды Марокко | Награды Марокко | Награды Марокко                  | Награды Марокко                  | Награды Марокко |
| Страна          | Дата            | Награда                          | Награда                          | Литеры          |
| --------------- | --------------- | -------------------------------- | -------------------------------- | --------------- |
| Марокко         | 23 июля 1999    | Суверен ордена Мухамадийя        | Суверен ордена Мухамадийя        |                 |
| Марокко         | 23 июля 1999    | Суверен ордена Независимости     | Суверен ордена Независимости     |                 |
| Марокко         | 23 июля 1999    | Суверен ордена Верности          | Суверен ордена Верности          |                 |
| Марокко         | 23 июля 1999    | Суверен ордена Трона             | Суверен ордена Трона             |                 |
| Марокко         | 23 июля 1999    | Суверен ордена Военных заслуг    | Суверен ордена Военных заслуг    |                 |
| Марокко         | 23 июля 1999    | Суверен ордена Алауитского трона | Суверен ордена Алауитского трона |                 |

| Награды иностранных государств   | Награды иностранных государств | Награды иностранных государств                                      | Награды иностранных государств                                      | Награды иностранных государств |
| Страна                           | Дата вручения                  | Награда                                                             | Награда                                                             | Литеры                         |
| -------------------------------- | ------------------------------ | ------------------------------------------------------------------- | ------------------------------------------------------------------- | ------------------------------ |
| Дания                            | —                              | Кавалер Большого креста ордена Деннеброг                            | Кавалер Большого креста ордена Деннеброг                            | S.K.                           |
| Испания                          | 2 июня 1979—                   | Кавалер орденской цепи Гражданских заслуг                           | Кавалер орденской цепи Гражданских заслуг                           |                                |
| Великобритания                   | 27 октября 1980—               | Кавалер Большого креста Королевского Викторианского ордена          | Кавалер Большого креста Королевского Викторианского ордена          | GCVO                           |
| Тунис                            | август 1987—                   | Кавалер орденской цепи Республики                                   | Кавалер орденской цепи Республики                                   |                                |
| Португалия                       | 26 марта 1993—                 | Кавалер Большого креста ордена Инфанта дона Энрике                  | Кавалер Большого креста ордена Инфанта дона Энрике                  | GCIH                           |
| Португалия                       | 13 августа 1998—               | Кавалер Большого креста ордена Святого Бенедикта Ависского          | Кавалер Большого креста ордена Святого Бенедикта Ависского          | GCA                            |
| Италия                           | 11 апреля 2000—                | Кавалер Большого креста декорированного лентой                      | ордена «За заслуги перед Итальянской Республикой»                   |                                |
| Италия                           | 18 марта 1997—11 апреля 2000   | кавалер Большого креста                                             | ордена «За заслуги перед Итальянской Республикой»                   |                                |
| Иордания                         | март 2000—                     | Кавалер орденской цепи Хусейна ибн Али                              | Кавалер орденской цепи Хусейна ибн Али                              |                                |
| Мавритания                       | апрель 2000—                   | Кавалер Большой ленты Национального ордена Заслуг                   | Кавалер Большой ленты Национального ордена Заслуг                   |                                |
| Тунис                            | май 2000—                      | Кавалер цепи ордена 7 ноября 1987                                   | Кавалер цепи ордена 7 ноября 1987                                   |                                |
| Мали                             | 14 июня 2000—                  | Кавалер цепи Национального ордена Мали                              | Кавалер цепи Национального ордена Мали                              |                                |
| Франция                          | 19 марта 2000—                 | Кавалер Большого креста ордена Почётного легиона                    | Кавалер Большого креста ордена Почётного легиона                    |                                |
| Испания                          | 16 сентября 2000—              | Кавалер орденской цепи Изабеллы Католической                        | Кавалер орденской цепи Изабеллы Католической                        |                                |
| Сирия                            | 9 апреля 2001—                 | Кавалер ордена Омейядов 1 класса                                    | Кавалер ордена Омейядов 1 класса                                    |                                |
| Ливан                            | 13 июня 2001—                  | Кавалер специальной степени ордена Заслуг                           | Кавалер специальной степени ордена Заслуг                           |                                |
| Бахрейн                          | 28 июля 2001—                  | Кавалер Большой цепи ордена аль-Халифа                              | Кавалер Большой цепи ордена аль-Халифа                              |                                |
| США                              | 2002—                          | Кавалер Серебряной звезды                                           | Кавалер Серебряной звезды                                           |                                |
| Кувейт                           | 22 октября 2002—               | Кавалер орденской цепи Мубарака Великого                            | Кавалер орденской цепи Мубарака Великого                            |                                |
| Катар                            | 25 октября 2002—               | Кавалер орденской цепи Независимости                                | Кавалер орденской цепи Независимости                                |                                |
| Египет                           | 28 октября 2002—               | Кавалер орденской цепи Нила                                         | Кавалер орденской цепи Нила                                         |                                |
| Пакистан                         | 19 июля 2003—                  | Кавалер ордена «Нишан-е-Пакистан»                                   | Кавалер ордена «Нишан-е-Пакистан»                                   |                                |
| Камерун                          | 17 июня 2004—                  | Кавалер Большого креста ордена Доблести                             | Кавалер Большого креста ордена Доблести                             |                                |
| Габон                            | 21 июня 2004—                  | Кавалер Большого креста                                             | ордена Экваториальной звезды                                        |                                |
| Габон                            | 7 июля 1977—21 июня 2004       | Кавалер                                                             | ордена Экваториальной звезды                                        |                                |
| Нигерия                          | 24 июня 2004—                  | Кавалер Большого креста Национального ордена Нигера                 | Кавалер Большого креста Национального ордена Нигера                 |                                |
| Бельгия                          | 5 октября 2004—                | Кавалер Большого креста ордена Леопольда I                          | Кавалер Большого креста ордена Леопольда I                          |                                |
| Бразилия                         | 26 ноября 2004—                | Кавалер Большого креста ордена Южного Креста                        | Кавалер Большого креста ордена Южного Креста                        |                                |
| Перу                             | 1 декабря 2004—                | Медаль Почёта Конгресса                                             | Медаль Почёта Конгресса                                             |                                |
| Чили                             | 3 декабря 2004—                | Кавалер Большого креста ордена Бернардо О’Хиггинса                  | Кавалер Большого креста ордена Бернардо О’Хиггинса                  |                                |
| Аргентина                        | 7 декабря 2004—                | Кавалер орденской цепи Освободителя Сан-Мартина                     | Кавалер орденской цепи Освободителя Сан-Мартина                     |                                |
| Испания                          | 14 января 2005—                | Кавалер цепи                                                        | ордена Карлоса III                                                  |                                |
| Испания                          | 23 июня 1986—14 января 2005    | Кавалер Большого креста                                             | ордена Карлоса III                                                  |                                |
| Мексика                          | 11 февраля 2005—               | Кавалер цепи ордена Ацтекского орла                                 | Кавалер цепи ордена Ацтекского орла                                 |                                |
| Буркина-Фасо                     | 1 марта 2005—                  | Кавалер Большого креста ордена Буркина-Фасо                         | Кавалер Большого креста ордена Буркина-Фасо                         |                                |
| Япония                           | 28 ноября 2005—                | Кавалер цепи                                                        | ордена Хризантемы                                                   |                                |
| Япония                           | 7 марта 1987—28 ноября 2005    | Кавалер Большой ленты                                               | ордена Хризантемы                                                   |                                |
| Гамбия                           | 20 февраля 2006—               | Гранд-командор ордена Республики Гамбия                             | Гранд-командор ордена Республики Гамбия                             |                                |
| Республика Конго                 | 22 февраля 2006—               | Кавалер Большого креста ордена Заслуг                               | Кавалер Большого креста ордена Заслуг                               |                                |
| Демократическая Республика Конго | 28 февраля 2006—               | Кавалер Большого креста ордена Национальных героев Кабилы и Лумумбы | Кавалер Большого креста ордена Национальных героев Кабилы и Лумумбы |                                |
| Латвия                           | 14 мая 2007—                   | Кавалер цепи ордена Трёх звёзд                                      | Кавалер цепи ордена Трёх звёзд                                      |                                |
| Саудовская Аравия                | 18 мая 2007—                   | Кавалер цепи ордена Абдель-Азиза аль-Сауда                          | Кавалер цепи ордена Абдель-Азиза аль-Сауда                          |                                |
| Экваториальная Гвинея            | 17 апреля 2009—                | Кавалер орденской цепи Независимости                                | Кавалер орденской цепи Независимости                                |                                |
| ОАЭ                              | 5 мая 2015—                    | Кавалер ордена Заида                                                | Кавалер ордена Заида                                                |                                |
| Португалия                       | 27 июня 2016—                  | Кавалер Большой цепи Военного ордена Святого Якова и Меча           | Кавалер Большой цепи Военного ордена Святого Якова и Меча           | GColSE                         |
| Мадагаскар                       | 21 ноября 2016—                | Большой крест 2 класса Национального ордена Мадагаскара             | Большой крест 2 класса Национального ордена Мадагаскара             |                                |
| Гана                             | 18 февраля 2017—               | Компаньон ордена Звезды Ганы                                        | Компаньон ордена Звезды Ганы                                        | CSG                            |
| Экваториальная Гвинея            | 24 мая 2017—                   | Кавалер Большого креста Национального ордена Экваториальной Гвинеи  | Кавалер Большого креста Национального ордена Экваториальной Гвинеи  |                                |
| США                              | 2019—                          | Кавалер Почётной медали острова Эллис                               | Кавалер Почётной медали острова Эллис                               |                                |
| США                              | 2021—                          | Кавалер ордена «Легион Почёта» класса Главнокомандующего            | Кавалер ордена «Легион Почёта» класса Главнокомандующего            |                                |